# Heino von Bischoffshausen
Heino (Heinrich) Edwin Mordian von Bischoffshausen (* 26. November 1855 in Witzenhausen; † 25. Februar 1933 in Breslau) war ein deutscher Verwaltungsbeamter und Landtagsabgeordneter.

## Leben
Heino von Bischoffshausen war der Sohn des Geheimen Regierungsrates zu Berge, William Mordian Arthur von Bischoffshausen und dessen Ehefrau Dorothea Elisabeth geborene Osterheld. Er besuchte das Gymnasium in Kassel und dann das Kneiphöfische Gymnasium in Königsberg, wo er 1875 das Abitur ablegte. Danach studierte er im Wintersemester 1875/76 an der Universität Leipzig Rechtswissenschaften. 1876 bis 1877 studierte er an der Georg-August-Universität Göttingen. 1876 wurde er Mitglied des Corps Saxonia Göttingen. Im Wintersemester 1877/78 studierte er an der Universität Gießen und legte am 14. Juni 1878 in Celle das erste Staatsexamen ab.
Nach Abschluss des Studiums absolvierte er das Referendariat und bestand am 12. April 1884 die zweite Staatsprüfung. Zum 20. Mai 1884 wurde er Gerichtsassessor bei der Staatsanwaltschaft beim Landgericht II in Berlin. Im Folgejahr wurde er an die Regierung in Stralsund versetzt. 1887 wurde er an die Regierung Gumbinnen überwiesen, wo er 2. Mitglied des Bezirksausschusses auf Lebenszeit und Justiziar bei der kaiserlichen Oberpostdirektion wurde.
Im preußischen Staatsdienst wurde er am 20. Januar 1890 zum Regierungsrat ernannt. Im gleichen Jahr erhielt er eine Berufung in das Reichsversicherungsamt, wo er 1891 zum Kaiserlichen Regierungsrat ernannt wurde.
Am 5. Juli 1892 heiratete er in Silberkopf Helene von Eickstedt (* 23. Januar 1858 in Waissack; † 23. Dezember 1959 in Hagnau).
1895 kehrte von Bischoffshausen in den preußischen Staatsdienst zurück und wurde Landrat des Landkreises Witzenhausen. 1917 nahm er seinen Abschied und lebte seitdem alternierend in Witzenhausen und Silberkopf bei Ratibor. Er war Mitbesitzer des Fideikommisses Bischoffshausen und Berge. Seine Ehefrau war Helene geb. Freiin von Eickstedt.

## Abgeordneter
1899 bis 1901 war er für den Landkreis Witzenhausen Abgeordneter im Kommunallandtag Kassel.

## Auszeichnungen
- Ernennung zum Geheimen Regierungsrat, 1909